# Sibley Motor Car Company
Sibley Motor Car Company war ein US-amerikanischer Hersteller von Automobilen.

## Unternehmensgeschichte
F. M. Sibley war Geld- und Namensgeber für dieses Unternehmen. Er gründete 1910 das Unternehmen in Detroit in Michigan. C. P. Warner wurde Präsident. J. G. Utz, der vorher als Chefingenieur für die Chalmers Motor Car Company arbeitete, war ebenfalls im Unternehmen tätig. Eine Quelle meint, dass es Sibleys Absicht war, seinen Sohn Eugene zu beschäftigen. Im Frühjahr 1910 begann die Produktion von Automobilen. Der Markenname lautete Sibley. Dazu wurde ein Werk von der Detroit Valve & Fitting Company gemietet. Im Januar 1911 klagte dieses Unternehmen wegen des Werkes. Damit endete die Produktion.
Eugene Sibley war später an der Sibley-Curtiss Motor Company beteiligt.

## Fahrzeuge
Im Angebot stand nur ein Modell. Es hatte einen Vierzylindermotor. 95,25 mm Bohrung und 127 mm Hub ergaben 3620 cm³ Hubraum und 30 PS Leistung. Die Motorleistung wurde über ein Dreiganggetriebe an die Hinterachse übertragen. Das Fahrgestell hatte 269 cm. Der Aufbau war ein offener Roadster mit zwei Sitzen. Der Neupreis betrug 900 US-Dollar.